# Flavia Domitilla maggiore
Flavia Domitilla maggiore (... – prima del 69) fu la moglie dell'Imperatore romano Vespasiano e madre degli imperatori Tito e Domiziano.

## Biografia
Fu figlia di Flavio Liberale, scriba quaestorius a Roma e originario della città di Ferento; si ritiene che sia nata a Sabratha e, secondo Gaio Svetonio Tranquillo, sarebbe stata la protetta di Statilio Capella, membro dell'ordine equestre e anch'egli originario di Sabratha. Aveva cittadinanza latina ma fu dichiarata cittadina romana grazie ad un giudizio promosso dal padre.
Sposò tra il 39 e il 39 Tito Flavio Vespasiano, allora probabilmente già pretore, al fine di garantire all'eredità del padre una prospettiva economica più solida. Il primo figlio della coppia fu Tito, che nacque il 30 dicembre 39, poi ebbe Flavia Domitilla minore, nata probabilmente intorno al 45, e infine Domiziano, nato il 24 ottobre 51.
Grazie alle sue doti personali, alla stabilità economica offerta dalla moglie e al sostegno politico della sua amante Antonia Cenide, Vespasiano fece una rapida carriera che lo portò ad assumere la porpora nel 69, anche se Domitilla morì probabilmente prima della sua investitura intorno al 65.